# Steve Fisher (allenatore di pallacanestro)
Stephen Louis Fisher, detto Steve (Herrin, 24 marzo 1945), è un allenatore di pallacanestro statunitense, campione NCAA nel 1989 con i Michigan Wolverines.

## Palmarès
- Campione NCAA (1989)
- Naismith College Coach of the Year (2011)
- NABC Coach of the Year (2011)
- John R. Wooden Award (2015)